# Черных (хутор)
Черных — хутор в Измалковском районе Липецкой области России.
Входит в состав Преображенского сельсовета.

## География
Хутор находится на левом берегу реки Большая Чернава. На противоположном берегу расположено село Оберец.

## Население
| 2010 |
| ---- |
| 4    |